# Ernst Behmer
Ernst Behmer (* 22. Dezember 1875 in Königsberg; † 26. Februar 1938 in Berlin) war ein deutscher Schauspieler.

## Leben
Der gelernte Drogist spielte zunächst an Liebhabertheatern und erhielt sein erstes festes Engagement als Schauspieler 1902 am Berliner Luisen-Theater. Weitere Auftritte folgten in Aachen, Bromberg, Altenburg, Kassel und Nürnberg. Seit 1908 lebte er in Berlin.
Hier setzte er seine Bühnenlaufbahn fort und kam 1909 zu seiner ersten Filmrolle. Er stellte meist einfache, bescheidene Menschen dar, aber auch Sonderlinge, Väter und Honoratioren, oft auf humorvolle Art. In den 1930er Jahren war er einer der meistbeschäftigten Nebendarsteller von älteren Herren im deutschen Tonfilm. Behmer starb unerwartet an einem Herzschlag in einem Berliner Krankenhaus.

## Filmografie
- 1909: Klebolin klebt alles
- 1915: Das verschwundene Los
- 1916: Vom Regen in die Traufe
- 1916: Bummelstudenten
- 1918: Ferdinand Lassalle – Des Volkstribunen Glück und Ende
- 1918: Der goldene Pol
- 1919: Staatsanwalt Jordan
- 1919: Nur ein Diener
- 1921: Die goldene Kugel
- 1921: Kean
- 1921: Der Roman eines Dienstmädchens
- 1922: Die fünf Frankfurter
- 1923: Ein Weib, ein Tier, ein Diamant
- 1924: Auf Befehl der Pompadour
- 1924: Der geheime Agent
- 1925: Das Mädchen mit der Protektion
- 1926: Der Liebe Lust und Leid
- 1926: Der schwarze Pierrot
- 1926: Das Panzergewölbe
- 1926: Rosen aus dem Süden
- 1926: Die Wiskottens
- 1926: Der Veilchenfresser
- 1926: Die Unehelichen
- 1927: Frühere Verhältnisse
- 1927: Der Katzensteg
- 1927: Herkules Maier
- 1927: Der Orlow
- 1927: Luther – Ein Film der deutschen Reformation
- 1928: Anastasia, die falsche Zarentochter
- 1928: Die geschenkte Loge
- 1928: Der Biberpelz
- 1928: Die blaue Maus
- 1928: Don Juan in der Mädchenschule
- 1928: Du sollst nicht stehlen
- 1928: Panik
- 1928: Revolutionshochzeit
- 1929: Geheimpolizisten
- 1929: Sein bester Freund
- 1929: Fräulein Lausbub
- 1930: Die blonde Nachtigall
- 1930: Ein Burschenlied aus Heidelberg
- 1930: Die Csikosbaroneß
- 1930: Der Hampelmann
- 1930: Hokuspokus
- 1930: Der Liebesmarkt
- 1930: Menschen im Feuer
- 1930: Namensheirat
- 1930: Das Rheinlandmädel
- 1930: Der Schuß im Tonfilmatelier
- 1930: Der Tiger
- 1930: Der unsterbliche Lump
- 1930: Ein Walzer im Schlafcoupé
- 1931: Berlin – Alexanderplatz
- 1931: Dienst ist Dienst
- 1931: Student sein, wenn die Veilchen blühen
- 1931: Wer nimmt die Liebe ernst?
- 1931: Zwischen Nacht und Morgen
- 1931: Die Koffer des Herrn O.F.
- 1931: Der Schrecken der Garnison
- 1931: Täter gesucht
- 1931: Vater geht auf Reisen
- 1932: Zwei Herzen und ein Schlag
- 1932: Die elf Schill’schen Offiziere
- 1932: Aus einer kleinen Residenz
- 1932: Das Blaue vom Himmel
- 1932: Ein blonder Traum
- 1932: Chauffeur Antoinette
- 1932: Die eiserne Jungfrau
- 1932: Der Frechdachs
- 1932: Die unsichtbare Front
- 1932: Hasenklein kann nichts dafür
- 1932: Mensch ohne Namen
- 1932: Moderne Mitgift
- 1932: Schuß im Morgengrauen
- 1932: Der schwarze Husar
- 1932: Der schönste Mann im Staate
- 1932: Der weiße Dämon
- 1932: Spione im Savoy-Hotel
- 1932: Strich durch die Rechnung
- 1932: Unmögliche Liebe
- 1932: Ballhaus goldener Engel
- 1932: Zwei Herzen und ein Schlag
- 1932: Die Herren vom Maxim
- 1933: Das häßliche Mädchen
- 1933: Hitlerjunge Quex
- 1933: Die Nacht im Forsthaus
- 1933: Das Tankmädel
- 1933: Ein Unsichtbarer geht durch die Stadt
- 1933: Viktor und Viktoria
- 1933: Zwei gute Kameraden
- 1933: Gretel zieht das große Los
- 1933: Heideschulmeister Uwe Karsten
- 1933: Inge und die Millionen
- 1933: Ist mein Mann nicht fabelhaft?
- 1933: Liebe muß verstanden sein
- 1934: Aufschnitt
- 1934: Bitte ein Autogramm!
- 1934: Ferien vom Ich
- 1934: Ein fideles Büro
- 1934: Die Freundin eines großen Mannes
- 1934: Fräulein Liselott
- 1934: Gold
- 1934: Der Herr der Welt
- 1934: Die Liebe und die erste Eisenbahn
- 1934: Ein Mann will nach Deutschland
- 1934: Die Medaille
- 1934: Musik im Blut
- 1934: Pipin der Kurze
- 1934: Der Polizeibericht meldet
- 1934: Prinzessin Turandot
- 1934: Ritter wider Willen
- 1934: Der Vetter aus Dingsda
- 1934: Was bin ich ohne Dich
- 1934: Die Welt ohne Maske
- 1934: Alte Kameraden
- 1934: Der Schrecken vom Heidekrug
- 1934: Die vier Musketiere
- 1935: Der Ammenkönig
- 1935: Das Einmaleins der Liebe
- 1935: Ein falscher Fuffziger
- 1935: Punks kommt aus Amerika
- 1935: Pygmalion
- 1935: Die Saat geht auf
- 1935: Die Werft zum Grauen Hecht
- 1935: Zimmer zu vermieten
- 1935: Anschlag auf Schweda
- 1935: Der höhere Befehl
- 1935: Der junge Graf
- 1935: Hilde Petersen postlagernd
- 1936: Hans im Glück
- 1936: Der Kurier des Zaren
- 1936: Annemarie
- 1936: Der Bettelstudent
- 1936: Donogoo Tonka
- 1936: Moskau – Shanghai
- 1936: Die Drei um Christine
- 1936: Stadt Anatol
- 1936: Verräter
- 1936: Dahinten in der Heide
- 1936: Flitterwochen
- 1936: Männer vor der Ehe
- 1937: Frauenliebe – Frauenleid
- 1937: Gasparone
- 1937: Husaren, heraus
- 1937: Kapriolen
- 1937: Der Mann, der Sherlock Holmes war
- 1937: Pension Elise Nottebohm
- 1937: Sieben Ohrfeigen
- 1937: Vor Liebe wird gewarnt
- 1937: Wie einst im Mai
- 1937: Gefährliches Spiel
- 1938: Einmal werd’ ich Dir gefallen
- 1938: Großalarm
- 1938: Heiratsschwindler
- 1938: Jugend
- 1938: Kameraden auf See
- 1938: Verklungene Melodie